# Gasteria polita
Gasteria polita är en grästrädsväxtart som beskrevs av Van Jaarsv. Gasteria polita ingår i släktet Gasteria och familjen grästrädsväxter. Inga underarter finns listade i Catalogue of Life.